# Perui spanyol nyelvjárás
A perui spanyol nyelvjárás (español peruano) a kasztíliai spanyol nyelv Peruban használt változata, összesen mintegy 22 650 000 anyanyelvi beszélővel, beleértve a kétnyelvű indiánokat is. Dialektológiai szempontból alapvetően három terület különíthető el: a Csendes-óceán-parti (dialecto costeño), ahol a lakosság többnyire spanyol származású és egynyelvű; az andoki (dialecto andino), ahol főként kétnyelvű indián népesség él, és a kecsua, valamint az ajmara hatásával kell számolni (amelyek közül a kecsua második hivatalos nyelv a spanyol mellett az érintett területen); s végül a harmadik – későbbi benépesítés eredményeként – az esőerdő vagy Amazónia területe lenne (dialecto amazónico), amely kevésbé tanulmányozott.

## Hangtani jellemzők
A perui spanyol lényegesebb fonetikai–fonológiai jellemzői az alábbiak:
- A andoki zónában ingadozás figyelhető meg az e~i, o~u magánhangzók között: ají → ajé ’paprika’, octubre → octobre ’október’, seguro → sigoro ’biztos’.
- A kecsua nyelvben nem létező magánhangzó-kapcsolatokat és kettőshangzókat a kétnyelvű beszélők sokszor feloldják, vagy egy félhangzó beiktatásával, vagy az egyik magánhangzó kiejtésével: escuela → iscuyla ’iskola’, león → liyún ’oroszlán’, suerte → surti ’szerencse’.
- Mint az amerikai spanyol nyelvjárásokban általában, csak egyféle /s/ fonéma létezik (seseo), amelyet dentálisan ejtenek a tengerparti, míg apiko-alveolárisan (a spanyolországi északi nyelvjáráséhoz hasonlóan) az andoki területeken. Az szó- és szótagvégi /s/ erősen hehezett ejtése a tengerparti nyelvjárásban, különösen a fővárosban fordul elő, és főleg /k/ előtt jelentkezik: mosca [ˈmoxka] ’légy’. Ez azonban korántsem jellemző oly mértékben, mint a karibi nyelvjárásban.
- Az andoki nyelvjárási zónában néhány szóban ejtik az interdentális /θ/ hangot, amelyről úgy vélik, hogy a spanyolországi megkülönböztető ejtés maradványa: dices [ˈdiθes] ’mondod’, doce [ˈdoθe] ’tizenkettő’.
- A magánhangzók közötti /b, d, g/ gyengülése vagy kiesése a tengerparti zónára jellemző: trabajo [traˈaxo] ’munka’, puede ser [ˈpwee ˈser] ’lehet’, universidad [uniersiˈa] ’egyetem’. A mássalhangzó kiesése az előtte álló magánhangzó megnyúlását okozhatja: cansado [kanˈsaːo], vagy éppen az utána lévő hang félhangzóvá válását: [kanˈsaw]. Az andoki és amazóniai területeken ezek a jelenségek kevésbé jellemzőek; az előbbi zónában inkább a zöngés mássalhangzók zöngétlenedése fordulhat elő (mivel a kecsuában nincsenek meg a /b, d, g/ hangok).
- A ll /ʎ/ és y /ʝ/ hangot csak az andoki területeken különböztetik meg fonémikusan, bár a megkülönböztetés eltér a klasszikustól: az első [ʒ]-ként (a magyar zs-hez hasonló hangértékkel), a második [j]-ként (a magyar j-nek megfelelő hangértékkel) valósul meg. E megkülönböztetés azonban szintén eltűnőben van, még egyazon beszélőnél is megfigyelhető az ingadozás megkülönböztető/azonos ejtés között. Az óceánparti nyelvjárási zónában mindkét hangot egyformán ejtik (yeísmo) és inkább félhangzóként valósulnak meg: cuchillo [kuˈʧijo], ’kés’, mantequilla [manteˈkija] ’vaj’.
- A /pt/, /ps/, /bs/ és hasonló mássalhangzócsoportok első tagját a partmeni zónában általában [g]-vel ejtik: adaptar → adagtar ’feldolgozni’, observar → ogservar ’megfigyelni’, aritmética → arigmética stb. Az andoki területeken ezzel szemben veláris réshang figyelhető meg: doctor [doxˈtor] ’doktor’, acto [ˈaxto] ’tett’, observar [oxserˈβar].
- Az /n/ hangot mássalhangzó előtt velárisan ejtik: antes [ˈaŋtes] ’előbb’, ancho [ˈaŋʧo] ’széles’, canción [kaŋˈsjon] ’dal’.
- az /r/ és /rr/ hangok sokszor réshangként valósulnak meg, az előbbi mássalhangzó előtti és szóvégi helyzetben, az utóbbi az andoki területen jellemző magánhangzók között.

## Nyelvtani sajátosságok
A perui nyelvjárás főbb morfológiai és szintaktikai jellegzetességei a következők:
- A többi amerikai nyelvjáráshoz hasonlóan a vosotros (’ti’) személyes névmás – bizonyos megkülönböztetett szövegkörnyezetektől eltekintve – nem fordul elő. A vos (’te’) névmás használata (voseo) az északi és déli partok falusi területein fordul elő, a spanyolországi vosotros névmásnak megfelelő igealakokkal (vos tenéis, coméis), főként bizalmas kontextusokban.
- Az andoki nyelvjárási zónában különösen gyakori az ún. loísmo, vagyis a lo névmás használata úgy a részes esetű le helyett, mint a tárgyesetű nőnemű la helyett, még többes számban is. A tengerparti területeken megmaradt a személyes névmásoknál az szám, nem és esetbeli megkülönböztetés.
- A birtokos névmások használata során előfordul a redundancia: su casa de mi mamá ’az anyám háza’ (szó szerint: ’az ő háza az anyámnak’, a művelt köznyelvi la casa de mi mamá helyett).
- Az igeragozásban általánosságban ugyanazok a tendenciák figyelhetőek meg, mint a többi amerikai nyelvjárásban. A jövő időt inkább körülírással fejezik ki: voy a leer ’olvasni fogok’ (a leeré helyett), míg a szintetikus alak többnyire kétséget fejez ki: estará cansado ’fáradt lehet’.
- Az amerikai spanyol nyelvjárások többségével ellentétben Peruban az összetett befejezett múlt (pretérito perfecto compuesto) használata gyakoribb, mint az egyszerűé, különösképpen a északi partmenti területeken.
- A régmúlt (pretérito pluscuamperfecto) használatának sokszor olyan árnyalata van, hogy a beszélő „nem vett részt” az eseményben: había venido tarde ’későn jött [és én ezt nem tudtam]’.
- Gyakori a személytelen haber ige személyesként történő használata ’van’ jelentésben, csakúgy, mint általában az amerikai nyelvjárásokban: habían personas ’voltak emberek’ (az había personas helyett).
- Szintén elterjedt a que mint általános vonatkozó névmás használata, amivel együtt járnak az ún. dequeísmo, queísmo és quesuismo jelenségek: la persona que (=de que) te hablé ’az ember, akiről neked beszéltem’; el chico que su (=cuya) camisa está aquí ’a fiú, akinek az inge itt van’; el problema es de que (=es que)… ’az a probléma, hogy …’ stb.
- Limában valamennyire gyakori a személyes névmás használata a főnévi igeneves szerkezetekben: al yo ir, al contestar ella stb.
- Megfigyelhető a határozó jellegű összetett elöljárószókban az elöljáró helyett a birtokos névmás vagy melléknév használata: mi delante vagy delante mío ’előttem’ (az előbbi az andoki és amazóniai, az utóbbi a partmenti területeken fordul inkább elő).
- Az andoki zónában a helyhatározószókat az en elöljáróval szokták kombinálni: estoy en aquí ’itt vagyok’ (az estoy aquí helyett).
- Több amerikai spanyol nyelvjáráshoz hasonlóan kiterjedt az hasta használata időpillanat megjelölésére is: hasta mañana pagarán ’holnap fognak [elkezdeni] fizetni’.
- A határozószókat gyakran egyeztetik nemben és számban a melléknévvel: medio cansado, media cansada (=medio cansada), medios cansados (=medio cansados) ’félig fáradt(ak)’.